# Cyrille Thouvenin
Pour les articles homonymes, voir Thouvenin.
Cyrille Thouvenin, né le 15 mai 1976 à Mont-Saint-Martin (Meurthe-et-Moselle), est un acteur et auteur français. Présent à la télévision depuis le milieu des années 1990, il est révélé au grand public par son rôle dans le téléfilm Juste une question d'amour, où il incarne Laurent, un jeune homosexuel, qui tente de vivre son amour pour un homme malgré le rejet de sa famille. Il sera le premier à interpréter une histoire d’amour homosexuelle dans un téléfilm français en prime-time. À la suite de cela, il arrive au cinéma, grâce à La Confusion des genres de Ilan Duran Cohen qui lui vaut en 2001 une nomination aux Césars. Il tourne par la suite avec des réalisateurs et réalisatrices tels que Emmanuelle Bercot, M. Night Shyamalan, Josée Dayan, Virginie Sauveur, Joe Wright, Jeremy Podeswa… Il alterne régulièrement théâtre et télévision.

## Biographie

### Jeunesse et Débuts
Cyrille Thouvenin est né en Lorraine, d'une mère institutrice et d'un père prothésiste dentaire. Il grandit dans la région Grand Est des trois frontières, dans une banlieue résidentielle de Longwy, avec sa sœur. En surpoids de la fin de l’enfance jusqu’à la fin de son adolescence, Cyrille Thouvenin est assez solitaire dans sa jeunesse. Isolé, il se réfugie dans les films à la télévision et se voit marqué par Jean Cocteau et David Lynch. Il quitte la région au début des années 90 pour vivre à Paris. En 1994, il arrive au Cours Florent sans rien connaitre au théâtre et parvient à être admis à La Classe Libre, une section offerte aux meilleurs espoirs de l’école. Section gratuite. Il y suivra les cours d’Isabelle Nanty, Jean-Pierre Garnier et Jean-Luc Revol. Il tourne dans quelques publicités et fait quelques figurations dont une dans le clip de la chanson No Matter Who (en) de Phil Collins.
C’est à cette époque qu’il décroche ses premiers rôles à la télévision, dans des séries, le plus souvent, policières. Le premier film de télévision qu’il tournera sera Le Choix d'Élodie d’Emmanuelle Bercot avec Isild Le Besco et Julie-Marie Parmentier. En 1998, il entre au Conservatoire national supérieur d'art dramatique (promotion 2001) et suit les cours de Catherine Hiegel, Jacques Lassalle et Philippe Adrien. Parallèlement, il débute alors au théâtre, en tournée, aux côtés de Bernard Giraudeau et Didier Sandre dans Becket ou l'Honneur de Dieu de Jean Anouilh, mis en scène par Didier Long.

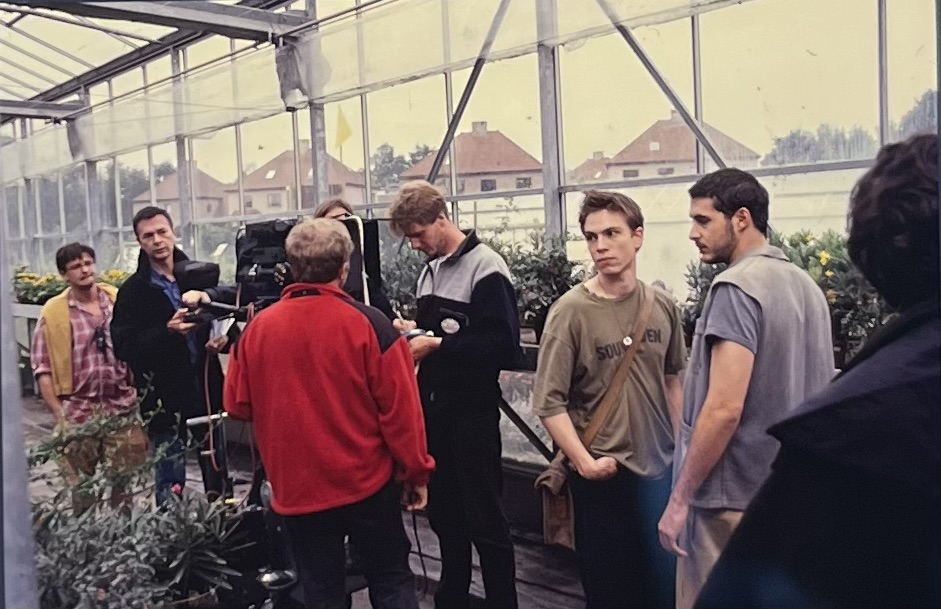
Juste une question d'amour, photo de tournage (1999)

À l’issue de sa première année de conservatoire, il tourne, toujours pour la télévision, Juste une question d'amour de Christian Faure, avec Stéphan Guérin-Tillié et Eva Darlan, et qui réunira 6,3 millions de téléspectateurs. Alors habitué aux téléfilms sans résonance particulière, celui-ci ayant été mis en avant par l'émission de Jean-Luc Delarue, Ça se discute provoque un grand retentissement.

### Années 2000
En 2000, il fait ses débuts au cinéma, aux côtés de Pascal Greggory, Julie Gayet, Nathalie Richard et Alain Bashung dans La Confusion des genres de Ilan Duran Cohen. Le film sort le 27 décembre 2000 et dans la foulée, lui vaut une nomination aux Césars 2001 dans la catégorie du meilleur espoir masculin. Il alterne les courts-métrages (Tempus Fugit où il donne la réplique à Maurice Garrel, Quelqu'un vous aime d'Emmanuelle Bercot avec Isild Le Besco) et longs métrages.

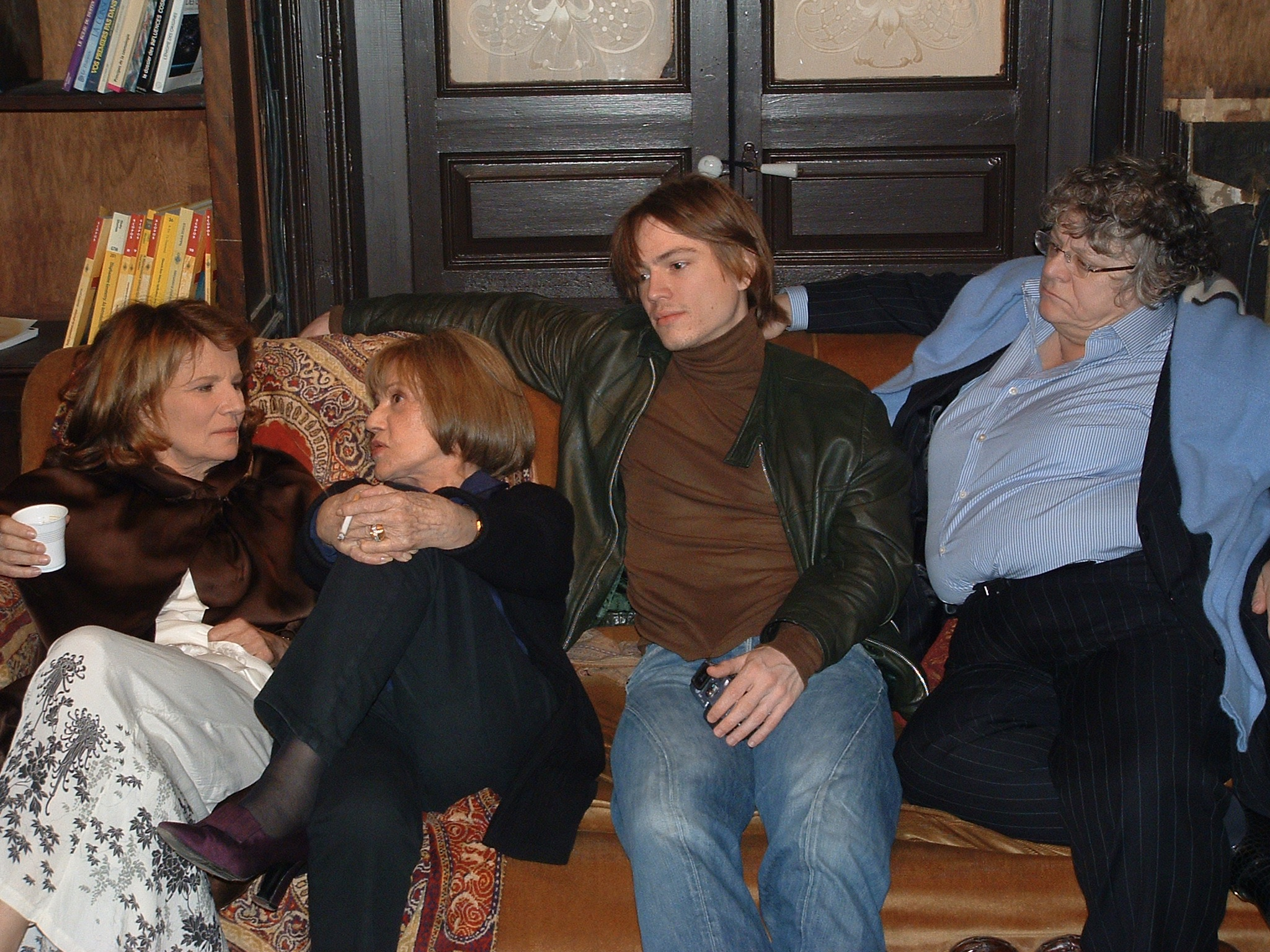
Nicole Garcia, Jeanne Moreau, Cyrille Thouvenin et Josée Dayan sur le tournage des Parents Terribles (2003)

Après la comédie Oui, mais… avec Gérard Jugnot et Émilie Dequenne, et le film d'action Sueurs avec Jean-Hugues Anglade, s’en vient une série de plusieurs collaborations avec la réalisatrice Josée Dayan (Les Liaisons dangereuses avec Catherine Deneuve et Les Parents terribles avec Jeanne Moreau et Nicole Garcia), ainsi qu'avec Virginie Sauveur, avec qui il obtiendra le prix de jeune espoir à Luchon pour Quelques jours entre nous avec Sara Forestier. En 2005, il retrouve son partenaire de Juste une question d'amour, Stéphan Guérin-Tillié, alors réalisateur du film Edy. Il lui confie le rôle d'un jeune skinhead violent. Puis, retour aux planches, aux côtés de Marianne Épin au théâtre du Marais dans Vincent River de Philip Ridley mis en scène par Jean-Luc Revol qui se jouera durant deux mois et sera un immense succès critique, à l'instar de Marie-Laure Atinault qui dira : « Cyrille Thouvenin joue le rôle ambigu de David. Sa présence de félin blessé, son regard intense sont inoubliables. Il habite le plateau avec ce plus que l’on remarque immédiatement chez les comédiens qui marquent de façon indélébile leur rôle. Il est la révélation de ce spectacle émouvant, poignant, qui bouleverse les spectateurs comme un maelström. ». En 2006, Il enchaine ensuite avec une adaptation pour France 3 de L'Avare de Molière mis en scène par Christian de Chalonge aux côtés de Michel Serrault dont ce sera l'un des derniers rôles. Et en octobre 2006, il retrouve Robert Hirsch (dont il restera très proche après le spectacle) au Théâtre de l'Œuvre dans Le Gardien de Harold Pinter. La pièce se prolongera au théâtre de Paris jusqu'en avril 2007. À la fin de cette année, le réalisateur américain M. Night Shyamalan le choisit pour jouer dans son film Phénomènes.
En 2009, il participe au collectif « 25INSTanTs » qui vise, 25 ans après la découverte du VIH, à mettre en avant ce fléau. Il participe à un shooting en compagnie de Josiane Balasko et enregistre deux titres qui figurent sur le CD réalisé par Pierre Pascual.

### Années 2010

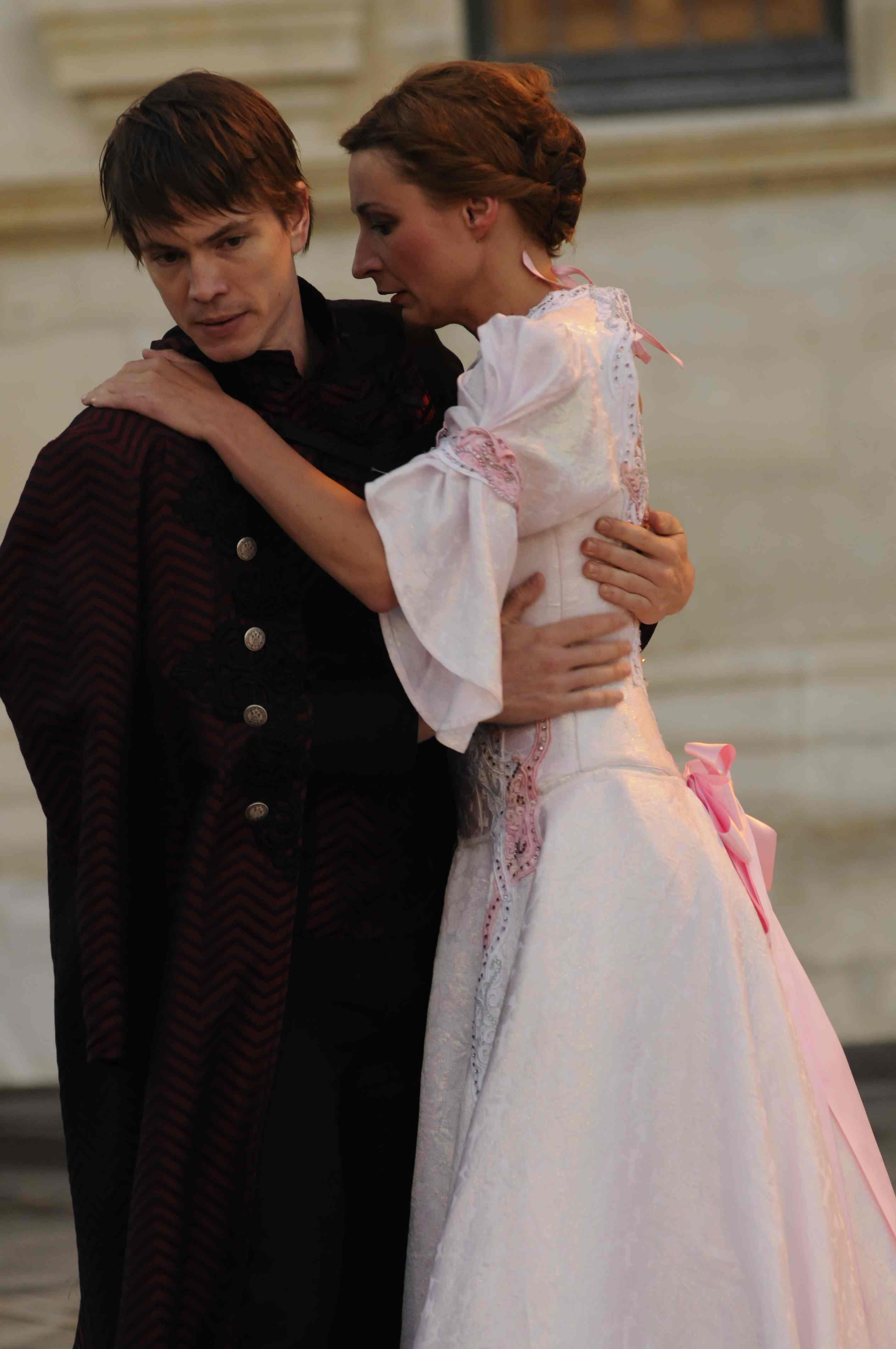
Cyrille Thouvenin et Anne Bouvier dans Hamlet, mis en scène par Jean-Luc Revol aux Fêtes Nocturnes de Grignan en 2011

En 2010, il est choisi pour être aux côtés de Jean Reno dans le moyen métrage d'Abdulla Alkaabi, The Philosopher. Tourné en langue anglaise, le film lui vaudra un prix d'interprétation au Los Angeles Cinema Festival of Hollywood. Il interprète ensuite Laërte dans Hamlet de Shakespeare, aux côtés de Philippe Torreton, aux fêtes nocturnes de Grignan. Durant tout l'été, 30 000 spectateurs assistent au spectacle, avant une tournée.
En 2011, il coécrit et met en scène le spectacle Laurent Lafitte : comme son nom l'indique (prix SACD du Nouveau Talent One Man Show) joué au palais des Glaces et au théâtre des Mathurins.

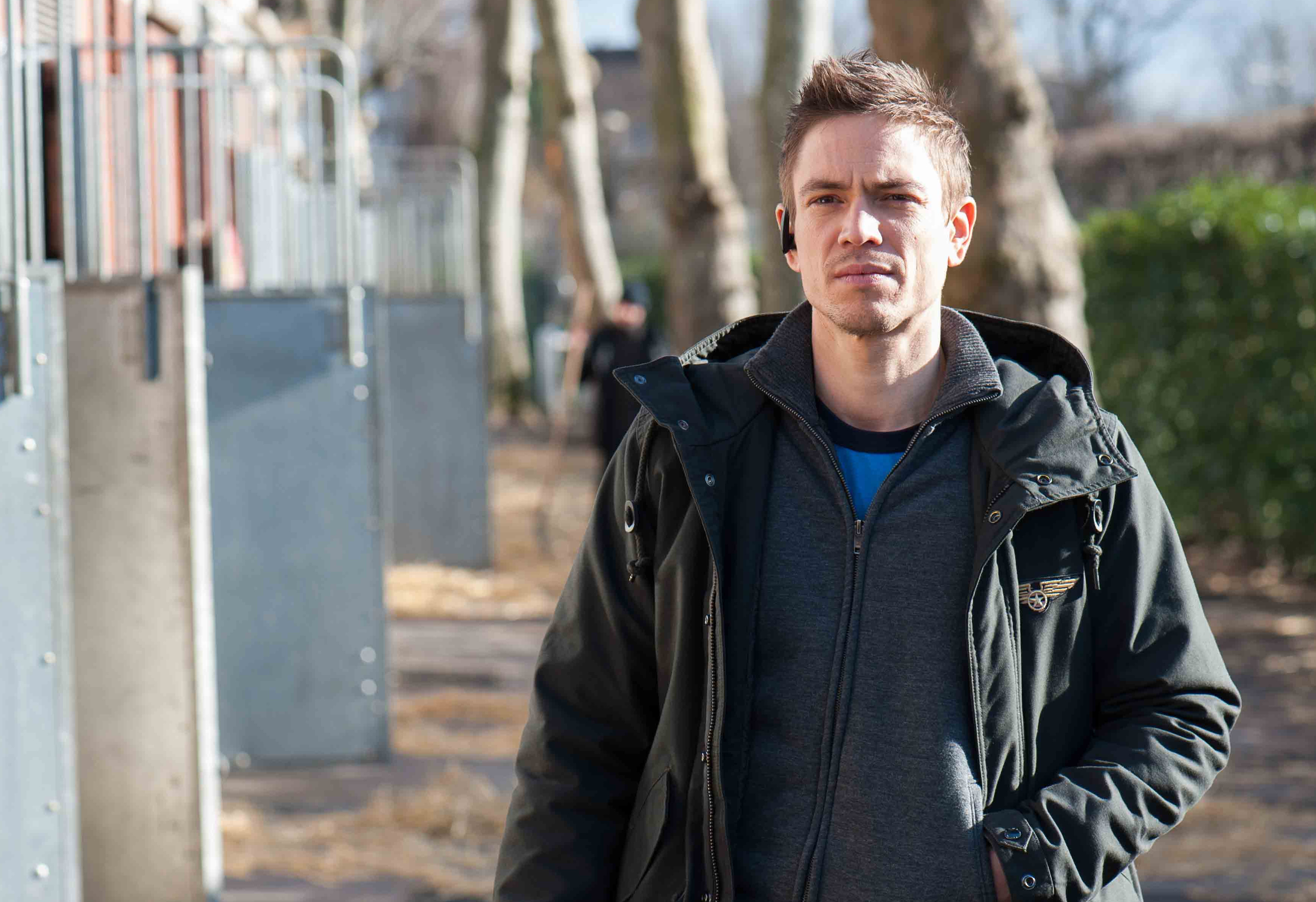
Cyrille Thouvenin sur le tournage de la série Les Limiers (2013)

En 2012, il est engagé pour incarner le lieutenant Benji Walhenberg dans la série Les Limiers réalisée par Alain DesRochers sur France 2. Elle ne durera qu'une seule saison, malgré une bonne part de marché et de bonnes audiences[réf. nécessaire].
Après l'annulation de la série, il se fait beaucoup plus discret à la télévision et se consacre au théâtre, à la mise en scène et à l'écriture. Essentiellement avec Laurent Lafitte et Béatrice Facquer. On le retrouve toutefois à l'écran, dans des séries comme Boulevard du Palais, Interventions, Engrenages ou Scènes de ménages. Toutefois, il poursuit sa carrière au théâtre. Après une pièce de Scarron à la MC93 Bobigny, et une tournée avec American Blues de Tennessee Williams, Il joue au Théâtre du Rond-Point, la pièce de Stéphane Guérin, Kalashnikov, mis en scène par Pierre Notte. C'est durant cette période qu'on lui propose de doubler l'acteur Cory Michael Smith, dans la série Gotham de Warner, dans le rôle d'Edward Nygma. En 2018, il monte sur la scène du théâtre de la Porte-Saint-Martin, dans la pièce de Marivaux, Le Jeu de l'amour et du hasard. Il a pour partenaire Laure Calamy (avec qui il était au conservatoire ) et Clotilde Hesme, Vincent Dedienne et Nicolas Maury, dans une mise en scène de Catherine Hiegel, qu'il retrouve près de 20 ans après sa sortie du conservatoire.

### Années 2020

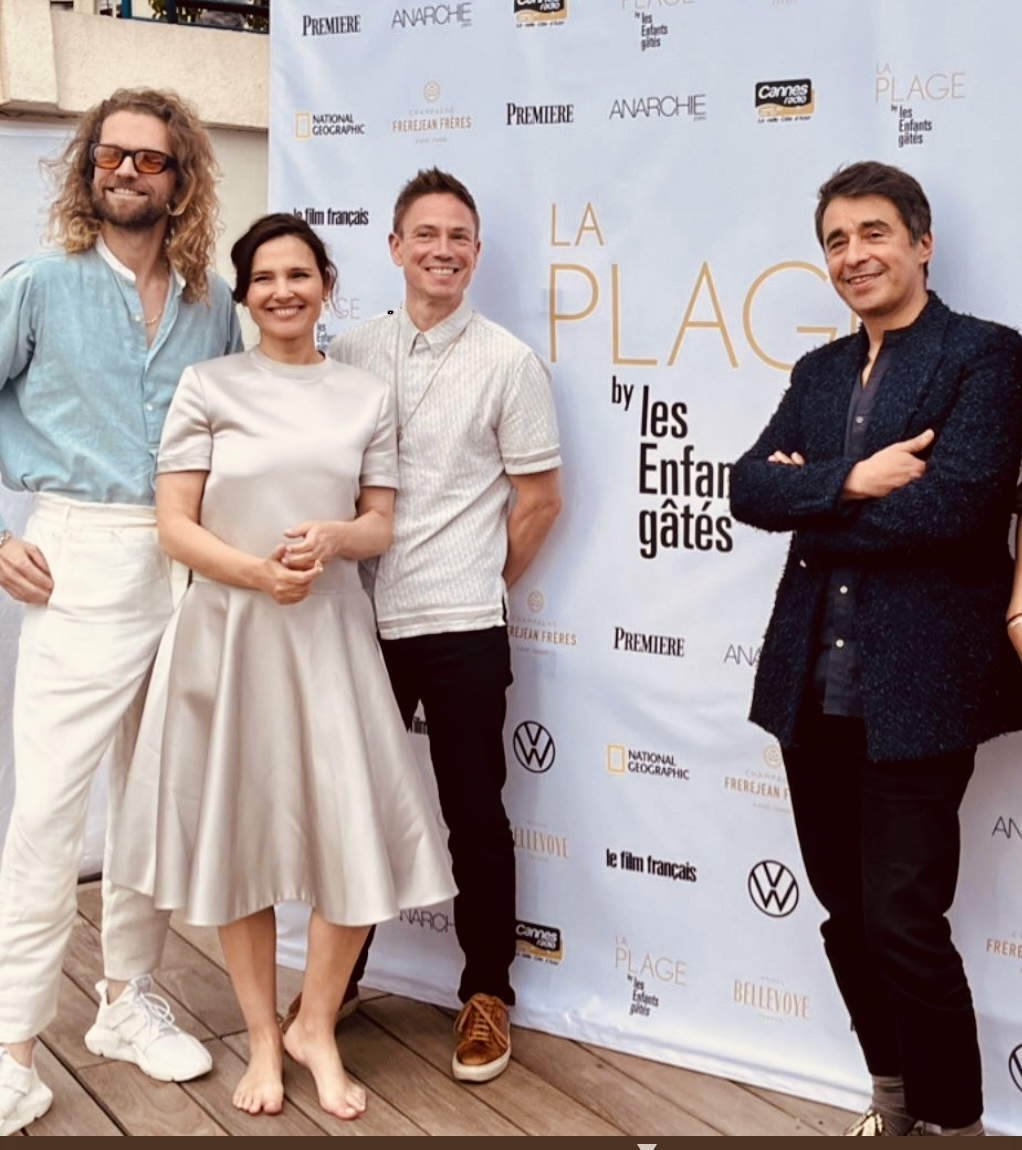
Cédric Le Gallo, Virginie Ledoyen, Cyrille Thouvenin et Ariel Wizman, au Festival de Cannes 2023

Au sortir de la pandémie, il retrouve le doublage de Cory Michael Smith, dans la série Utopia. Il revient à la télévision, en faisant quelques apparitions dans des séries comme Les Rivières pourpres, The New Look, ou encore Capitaine Marleau, épisode dans lequel il partage l'affiche avec David Hallyday, Romane Bohringer, Saïda Jawad et Olivier de Benoist.
En 2023, au Festival de Cannes, il participe à une table ronde réunissant Cédric Le Gallo et Virginie Ledoyen pour débattre de l'homosexualité au cinéma.

## Filmographie

### Cinéma

#### Longs métrages
- 2000 : In extremis d'Étienne Faure : Homme en noir 1
- 2000 : La Confusion des genres d'Ilan Duran Cohen : Christophe
- 2001 : Oui, mais… d'Yves Lavandier : Sébastien 'Seb' Douglas
- 2002 : Sueurs de Louis-Pascal Couvelaire : Victor
- 2005 : Edy de Stéphan Guérin-Tillié : Antoine
- 2005 : Les Âmes grises d'Yves Angelo : le soldat de la rixe amputé
- 2006 : Les Fragments d'Antonin de Gabriel Le Bomin : Stan
- 2008 : Phénomènes (The Happening) de M. Night Shyamalan : l'ami du cycliste français
- 2009 : Le Village des ombres de Fouad Benhammou : David Fontana
- 2016 : City Of Lost Love de Pierre Perrier et O'ar PALI: German friend

#### Courts métrages
- 2000 : Un Arabe ouvert de Hervé Lasgouttes : Une racaille
- 2001 : Tempus fugit d’Yves Piat : Romier
- 2002 : Quelqu'un vous aime d'Emmanuelle Bercot : Yann
- 2003 : Signe d'hiver de Jean-Claude Moireau : Vincent
- 2004 : Sad Day de Mark Maggiori : Kyo
- 2007 : Lex Talionis de Vianney Meurville
- 2009 : L.O.V.E…  de Rachel Huet : Jean
- 2010 : The Philosopher de Abdulla Alkaabi : Léo
- 2010 : Ellipse de Lynne Moses : Le Violeur/Le Petit Ami
- 2015 : La Nuit, tous les chats sont roses de Guillaume Renusson : Franck

### Télévision
- 1997 : Commandant Nerval de Arnaud Sélignac : Vincent Cheminal (mini-série, épisode 3 : Une femme dangereuse)
- 1998 : Quai n° 1 de Patrick Jamain : Snake (épisode 11 : Les cobras)
- 1999 : Madame le Proviseur de Jean-Marc Seban : Jean-Yves (saison 4, épisode 9 : La Saison des bouffons et 10 : L'heure de la sortie)
- 1999 : Joséphine, ange gardien de Dominique Baron : Gaël (saison 3, épisode 1 : La part du doute)
- 1999 : Le Choix d'Élodie d'Emmanuelle Bercot : Harry
- 2000 : Un morceau de soleil de Dominique Cheminal : Martin
- 2000 : Juste une question d'amour de Christian Faure : Laurent
- 2001 : L'Interpellation de Marco Pauly : Lionel Brunel
- 2001 : Dérives de Pierre Chosson et Christophe Lamotte : Denis
- 2002 : Les Liaisons dangereuses de Josée Dayan : Hugo / Ludovic (mini-série)
- 2003 : Charles II: The Power and The Passion de Joe Wright : Philippe d'Orléans « Monsieur » (mini-série, épisode 3)
- 2003 : Quelques jours entre nous de Virginie Sauveur : Vincent
- 2003 : Les Parents terribles de Josée Dayan : Michel « Mick »
- 2006 : L'Avare de Christian de Chalonge : Cléante
- 2006 : Pour l'amour de Dieu de Zakia Bouchaâla et Ahmed Bouchaâla : Bilal
- 2008 : La Veuve tatouée de Virginie Sauveur : Vincent
- 2009 : Les Petits Meurtres d'Agatha Christie d'Éric Woreth : Père Hector (saison 1, épisode 3 : La plume empoisonnée)
- 2010 : Des intégrations ordinaires de Julien Sicard
- 2010 : Sable noir d'Éric Valette, Xavier Gens et Samuel Le Bihan : Toussaint (saison 2, épisode 3 : Les âmes meurtries)
- 2010 : Enquêtes réservées de Patrick Dewolf et Clémentine Dabadie : Cipriani (saison 2, épisode 7 : Contre-plongée)
- 2012 : Boulevard du Palais de Christian Bonnet : Eric Joly (épisode Une Juste Cause)
- 2012-2013 : Les Limiers d'Alain DesRochers : Benjamin Wallenberg
- 2014 : Interventions d'Éric Summer
- 2015 : Scènes de ménages : Un chasseur à courre chez Emma et Fabien (épisode de la saison 7)
- 2016 : Engrenages (saison 7)
- 2017 : Le Temps des égarés de Virginie Sauveur : Convive
- 2021 : Les Rivières pourpres (épisodes de la saison 3)
- 2023 : The New Look de Jeremy Podeswa (épisode de la saison 1)
- 2024 : Capitaine Marleau de Josée Dayan (saison 4, épisode 11 : À contre-courant)

### Documentaires
- 2004 : Jean Cocteau sur Arte de Pierre Philippe – Jean Cocteau, le passeur : liseur de poèmes et le phénix: liseur de poèmes
- 2010 : Guibert cinéma sur CinéCinéma Club d’Anthony Doncque : interprète les textes de Hervé Guibert

## Théâtre

### Comédien
- 2000 : Becket ou l'Honneur de Dieu, de Jean Anouilh, mise en scène Didier Long, tournée
- 2001 : Qui je suis ? de Catherine Marnas, théâtre de la Criée
- 2003 : Faust ou la Tragédie du savant de Catherine Marnas en tournée
- 2005 : Vincent River, pièce de théâtre de Philip Ridley, mise en scène Jean-Luc Revol, théâtre du Marais
- 2006 : Le Gardien d'Harold Pinter, mise en scène Didier Long, théâtre de l'Œuvre
- 2010 : Hymne à l'amour 2, de Paul Scarron, mise en scène Juliette de Charnacé, MC93 Bobigny
- 2011 : Hamlet, de William Shakespeare, mise en scène Jean-Luc Revol, Festival de Grignan
- 2013 : American Blues, de Tennessee Williams, mise en scène Juliette de Charnacé, Tournée
- 2013 : Kalashnikov, de Stéphane Guérin, mise en scène Pierre Notte, Théâtre du Rond-Point
- 2018 : Le Jeu de l'amour et du hasard de Marivaux, mise en scène Catherine Hiegel, Théâtre de la Porte-Saint-Martin
- 2022 : Les Bonnes, de Jean Genet, mise en scène Juliette de Charnacé, Les Franciscaines Deauville

### Auteur/metteur en scène
- 2008-2011 : Laurent Lafitte, comme son nom l'indique, Palais des Glaces, Théâtre des Mathurins
- 2014 : Béatrice Facquer, Théâtre des 3 Bornes, Point Virgule

## Discographie
- 2009 : Hervé Guibert : L'écrivain-Photographe textes lus, avec Jean-Louis Trintignant, Juliette Gréco, Dominique A livre audio
- 2010 : AudioInstants, compilation. 2 titres : Tes états d'âme… Éric et Parker par cœur
- 2010 : Moyennement amoureuse de Pascale Borel : Chœurs sur leave your hat on

## Doublage
Il est régulièrement la voix de l'acteur Cory Michael Smith. Et depuis 2024, il est la voix de Melon dans l’animé Beastars
- 2015 : Edward Nygma (Cory Michael Smith) dans Gotham
- 2020 : Thomas Christie (Cory Michael Smith) dans Utopia
- 2024 : George Shavers (Cory Michael Smith) dans New York, police judiciaire (épisode Unintended Consequences)
- 2024 : Melon dans Beastars (saison 3)

## Distinctions
- César 2001 : nomination au César du meilleur espoir masculin pour La Confusion des genres
- Festival du film de télévision de Luchon 2003 : prix d'interprétation pour Quelques jours entre nous
- Los Angeles Cinema Festival of Hollywood 2011 : prix du meilleur acteur dans un second rôle pour The Philosopher